# Hans Beck (Spielzeugentwickler)

Spielzeugentwickler Hans Beck

Hans Beck (* 6. Mai 1929 in Greiz; † 30. Januar 2009 in Markdorf) war der Erfinder des Spielzeugs Playmobil, weswegen er auch oft als „Vater von Playmobil“ bezeichnet wurde bzw. wird.

## Leben

### Kindheit und Jugend
Beck wuchs in Greiz in Thüringen als ältester Sohn eines selbständigen Kaufmanns auf und bastelte schon als Zehnjähriger kleine Fahrzeuge und Figuren für seine jüngeren Geschwister. Er begann eine Lehre als Tischler bei einem Bekannten seines Vaters. Dann flüchtete er im Jahr 1948 aus der Sowjetischen Besatzungszone in den Westen und beendete seine Tischlerlehre bei einer Firma in Bamberg.

### Karriere im Unternehmen
Durch sein Hobby – Modellflugzeuge – wurde Horst Brandstätter, Besitzer der Firma Geobra Brandstätter in Zirndorf, auf ihn aufmerksam. Er stellte ihn 1958 als Entwickler ein.
1971/72 wurde Beck Entwicklungsleiter bei Geobra. Beck stellte Brandstätter ein Spielzeugsystem mit kleinen Figuren aus Kunststoff vor: einen Bauarbeiter, einen Ritter und einen Indianer. Brandstätter gestattete ihm, das Produkt zu entwickeln. Becks Figuren wurden beweglich (im Gegensatz zu z. B. Zinnsoldaten), unkompliziert, passten in die Hand eines Kindes, und das Gesicht ähnelte demjenigen einer Kinderzeichnung (großer Kopf, Lächeln, keine Nase).
Durch die Ölkrise 1973 waren Kunststoffe deutlich teurer geworden. Daher änderte Brandstätter Ende 1973 seine Produktpalette (Hula-Hoop-Reifen und große Plastikspielwaren) zugunsten der kleinen Kunststoff-Figuren.
Beck baute einen Mustersatz für die Nürnberger Spielwarenmesse im Februar 1974; im Herbst 1974 hatte geobra bereits drei Millionen D-Mark damit umgesetzt.
Die Firma beauftragte Beck, eine komplette Serie zu entwickeln. Ein System von anpassungsfähigem Spielzeug mit austauschbaren Teilen eröffnete unbegrenzte Möglichkeiten für Kombinationen und Erweiterungen. 1975 begann man mit dem Export in andere Länder. Becks Motto lautete „kein Horror, keine Gewalt, keine kurzfristigen Trends“. Seine Ankündigung, Jumbojets, Außerirdische und Dinosaurier würden niemals Playmobilthemen werden, erfüllte sich nicht – auch diese gibt es inzwischen.

### Letzte Jahre und Tod
1998 ging Beck in den Ruhestand, kurz vor dem 25. Jahrestag seiner Erfindung.
Auf der Expo 2000 in Hannover war Beck einer jener 100 Deutschen, die mit einer Statue im deutschen Pavillon geehrt wurden.
Nach seinem Ruhestand lebte er bis zu seinem Tod 2009 in Markdorf am Bodensee. Seine Todesanzeige zierte eine Playmobil-Ritterfigur. Bis zu seinem Tod wurden rund 1,5 Milliarden Playmobil-Figuren hergestellt.